# Bordesholmer Vergleich

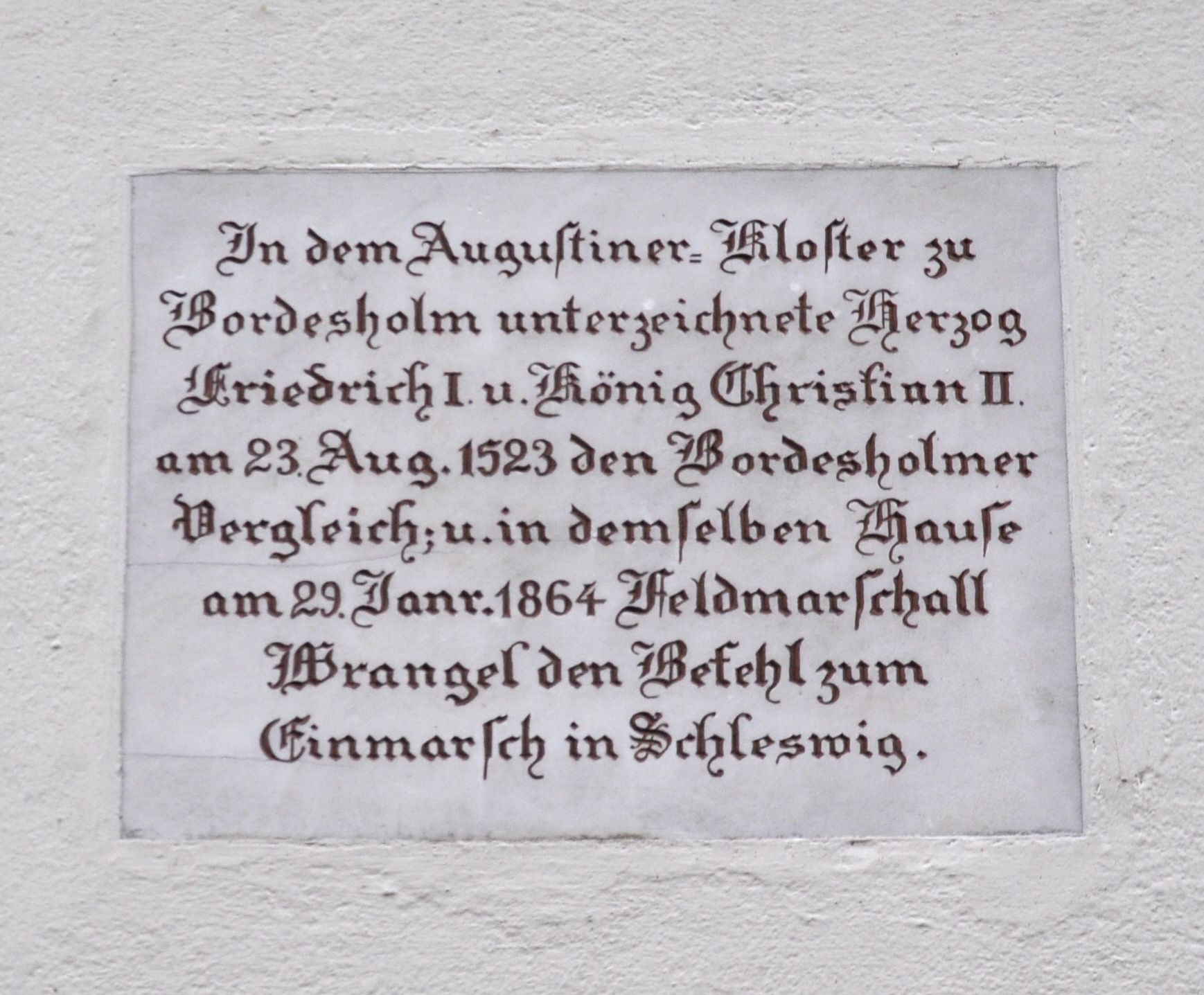
Gedenktafel in der ehm. Kirche

Der Bordesholmer Vergleich war ein Vertrag, der am 13. August 1522 im Augustinerchorherrenstift in Bordesholm zwischen dem Herzog Friedrich I. von Gottorf und dem dänischen König Christian II. geschlossen wurde.

## Inhalt
Mit diesem Vertrag verzichtete Christian II. auf alle Ansprüche und die Lehnshoheit in Schleswig und Holstein und erkannte die Neutralität der Herzogtümer an. Zudem sollte in Holstein nach den alten Gewohnheiten und Statuten und nach dem Sachsenspiegel Recht gesprochen und geurteilt werden.

## Folgen
Nach dem Vertrag begann Friedrich mit Hilfe des französischen Königs Franz I. mit Kriegsvorbereitungen gegen Dänemark. Die Dänen erhoben sich und holten den Herzog Friedrich I. ins Land, welcher mit seinem Feldherrn Johann Rantzau kam. König Christian II. wurde vom dänischen Adel abgesetzt. Am 26. März 1523 wurde Friedrich I. in Viborg vom dänischen Reichsadel zum König gewählt. Die im Bordesholmer Vergleich ausgehandelte Grenzziehung blieb bis ins 20. Jahrhundert bestehen.